# Pulau Maikoor
Pulau Maikoor är en ö i Indonesien.   Den ligger i provinsen Moluckerna, i den östra delen av landet, 3 000 km öster om huvudstaden Jakarta. Arean är 398 kvadratkilometer.
Terrängen på Pulau Maikoor är platt. Öns högsta punkt är 82 meter över havet. Den sträcker sig 37,7 kilometer i nord-sydlig riktning, och 34,0 kilometer i öst-västlig riktning.